# Vilhelm la Cour
Vilhelm Birkedal Barfod Dornonville de la Cour (født 23. december 1883 i Kongens Lyngby, død 22. juni 1974 i Birkerød) var en dansk historiker.

## Liv og virke
Han blev student fra Birkerød Statsskole 1902, mag.art. 1909 og var lærer ved landboskolen ved Lyngby og Grundtvigs Højskole 1909-11. Han var også lærer ved Lyngby højere Almenskole 1910-16 og dens medbestyrer fra 1911. Han var på studieophold i Norge 1916-18, medarbejder ved Nationaltidende 1916-17, ved avisen København 1917-20, lærer ved kostskolen i Birkerød fra 1918, adjunkt ved samme 1920 og lektor 1931-1949.
Blandt la Cours væsentlige værker er disputatsen Sjællands ældste Bygder (1927), der gjorde ham til dr.phil., og den populære Danmarks Historie I-II (1937-1940).
Han begyndte i 1957 udgivelsen af værket Danske Voldsteder fra Oldtid til Middelalder sammen med Hans Stiesdal, men udgivelsen nåede frem til 1963 kun at udkomme med tre bind (tre af landets 24 amter), og forblev således et uafsluttet værk.

## Retssagen mod Erik Arup
I 1939 blev la Cour anklaget for injurier mod professor Erik Arup. Sagen havde sine rødder tilbage i 1936, hvor Vilhelm la Cour havde tabt til Albert Olsen i konkurrencen om professoratet efter Aage Friis. Arup sad i ansættelsesudvalget og var hovedårsagen til, at la Cour ikke blev ansat. Senere ansøgte la Cour om et professorat på Aarhus Universitet, men trak sig tilbage, da han fandt ud, at Arup var med i ansættelsesudvalget. 3. november 1938 offentliggjorde la Cour sin begrundelse for at have trukket sin ansøgning. Den indeholdt en række kraftige beskyldninger mod Arup, som fik rektor ved Københavns Universitet til at presse statsadvokaten til at lægge sag an for injurier. Sagen kom for retten i Helsingør 29.-31. marts 1939. Ingen vandt, men la Cours anklager mod Arup blev kendt ubeføjede, uden at han blev idømt bøde for dem.

## 2. verdenskrig
Da samlingsregeringen under ledelse af Thorvald Stauning blev dannet 8. juli 1940, meldte han sig som konsekvens ud af Det Konservative Folkeparti, som deltog i samlingsregeringen, og ind i Dansk Samling. Efter et møde i Ingeniørforeningen 20. august 1940 tilsluttede han sig Højgaardkredsen og og var med til at udforme henvendelsen til kong Christian 10. om at afsætte samlingsregeringen og udnævne en regering uden om Rigsdagen, ledet af Prins Axel.
Senere talte han for modstand mod besættelsesmagten og blev derfor idømt 80 dages hæftestraf, i (1942) øget til syv måneders fængselsstraf og afsked fra sit embede som lektor på Birkerød Statsskole. 29. august 1943 gik han under jorden og 1944 flygtede han til Sverige, hvor han indgik i Den Danske Brigade. Han afskedigelse blev annulleret 1948.

## Hædersbevisninger
Han var Kommandør af Dannebrog, medlem af Birkerød Sogneråd 1933-37, redaktør af Dansk Aarbog 1907-08 og af Grænsevagten 1918-70, medudgiver af Sønderjyllands Historie fremstillet for det danske Folk (1930 ff.), redaktør af Danmark under besættelsen I—III (1945-47), medl. af Grænseforeningens hovedstyrelse 1933-41 og fra 1946. Dets æresmedlem 1967, næstformand i Sydslesvigsk Udvalg 1945-48 og medlem af Det kongelige danske Selskab for Fædrelandets Historie fra 1937.

## Forfatterskab
- Dansk Selvfølelse (1906)
- Fædrelandet. Grundtræk af Danskhedsfølelsens Vækst (1913)
- Redaktør Jens Jessen (1913)
- Sønderjylland under Verdenskrigen (1916)
- Stemninger og Standpunkter under Krigen 64 (1917)
- Danevirke og Kampene paa vor Sydgrænse (1917)
- Elsass-Lothringen efter Annexionen (1918)
- Nationens Ret (1918)
- I Kamplinien. Taler og Essays (1923)
- Sjællands ældste Bygder (1927. disp.)
- Vort Folks Oprindelse og ældste Historie (1927. ny udg. 1941)
- Sønderjyllands Historie i Tidsrummet indtil 1241 (1930-31) og 1460-1544 (1938)
- Ved en Konkurrences Afslutning (1936)
- Danmarks Historie I-IV (1942-50)
- Historikeren og Sønderjylland (1941)
- Om at sige Ja – og Nej! (1941)
- Ord til os i Dag (1941)
- Kender De Graabonden? (1941)
- Godt Mod, Landsmand! (1941)
- Vor Neutralitet (1941)
- Historien om et Korstog (1941)
- Med Lov skal Land bygges (1942)
- Mellem Brødre (1943)
- Et dansk Fredsmaal (1945)
- For dansk Domstol under Besættelsen (1945)
- Paa Vej mod Katastrofen I-III (1945-49)
- End en Dyst (1946)
- Front mod Tilpasningen (1946)
- Vor officielle Sydslesvig-Politik (1948)
- Den parlamentariske venligst tilegnet (1950)
- Danevirkestudier (1951)
- Livet begynder (1953)
- To Livslinier (1954)
- Lukkede Døre (1956)
- Vejs Ende (1959)
- Danske voldsteder I-II (1957-63)
- Næsholm (1961)
- Med far i felten (1964)
- Danske borganlæg I-II (1972)

### Udvalgte artikler
- Vilh. la Cour: Hvem byggede "forbindelsesvolden mellem Haddeby nor og Danevirke sø?; Historisk Tidsskrift, Bd. 8, rk. 2; 1909
- Vilh. la Cour: "Kong Gorm og Dronning Tyre"; Historisk Tidsskrift, 9. række, Bind 5; 1926
- Vilhelm la Cour (1963), "Om studiet af vore danske voldsteder", Historisk Tidsskrift: 156-192, Wikidata  Q106091713

## Nekrolog
- Erik Kjersgaard: "Vilh. la Cour 23.12.1883-22.6.1974" (Historisk Tidsskrift, 13. række, Bind 2; 1975)